# Bars (comitaat)
Het comitaat Bars (Duits: Komitat Barsch, Slowaaks: Tekovská župa/stolica ) was een comitaat in het noordwesten van het koninkrijk Hongarije. Dit comitaat bestond vanaf de 11e eeuw tot 1920 in zijn historische context. Het grondgebied  hoort vanaf 1920 bij Slowakije (van 1918 tot 1993 onderdeel van Tsjecho-Slowakije). 

## Ligging

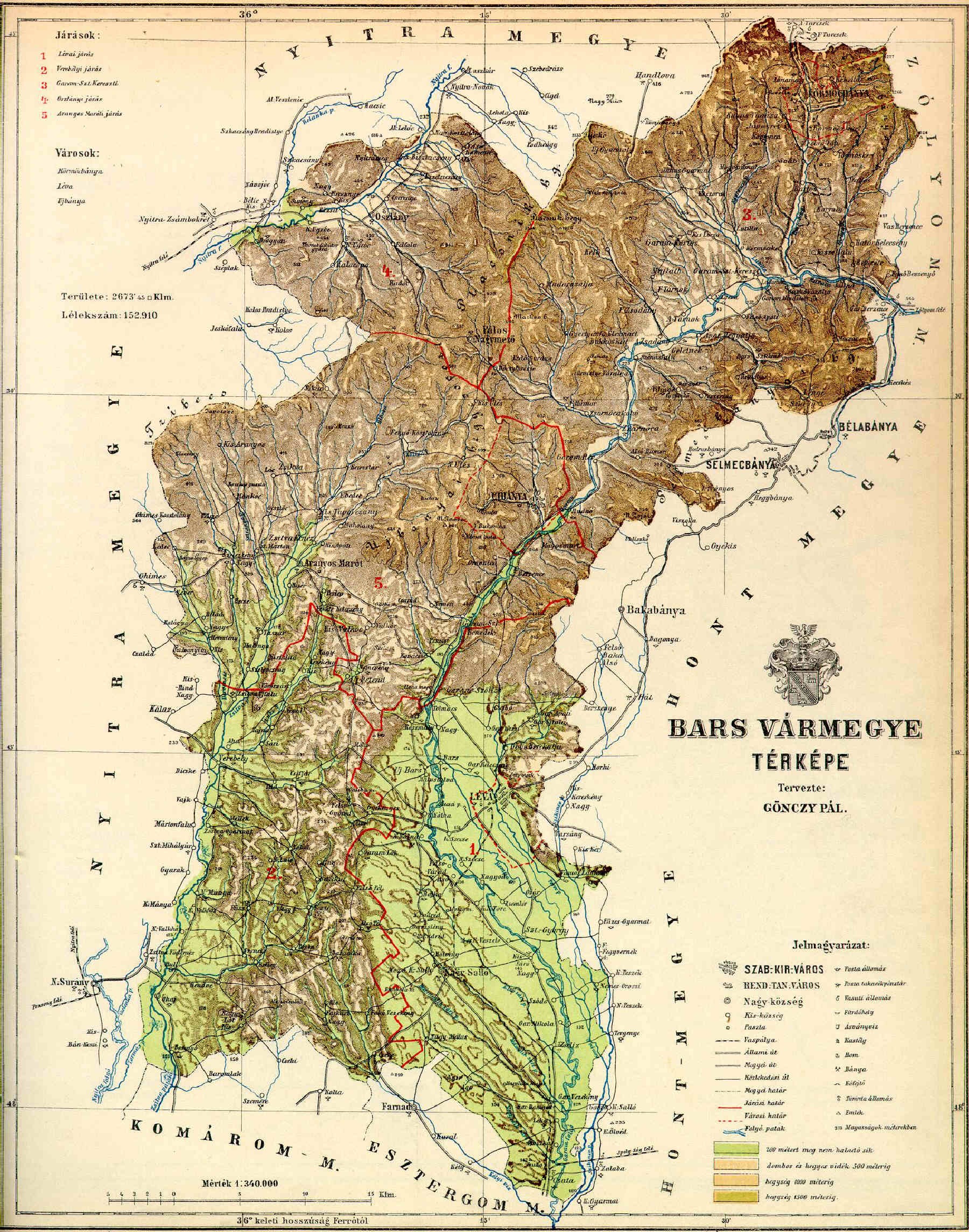
Kaart van het Comitaat Bars in 1890

Het comitaat grensde aan de comitaten Nyitra (comitaat), Turóc, Zólyom, Hont, Esztergom en Komárom. 
De rivier de Hron stroomde door het gebied en de  Žitava, vormde de westelijke grens van het gebied.  
Het had enerzijds een vlak (door de Donauvlakte aan de zuidzijde van het gebied) en anderzijds een bergachtig landschap. 

## Districten
| Stoeldistrict     | Hoofdplaats                                    |
| ----------------- | ---------------------------------------------- |
| Aranyosmarót      | Aranyosmarót, het huidige Zlaté Moravce        |
| Verebély          | Verebély, het huidige Vráble                   |
| Léva              | Léva, het huidige Levice                       |
| Oszlány           | Oszlány, het huidige Oslany                    |
| Garamszentkereszt | Garamszentkereszt, het huidige Žiar nad Hronom |
| Stadsdistrict     |                                                |
| Léva              | Léva, het huidige Levice                       |
| Körmöcbánya       | Körmöcbánya, het huidige Kremnica              |
| Újbánya           | Újbánya, het huidige Nová Baňa                 |

Alle districten liggen tegenwoordig in Slowakije; informeel wordt het gebied in Slowakije Tekov genoemd.